# Upothenia
Upothenia là một chi bướm đêm thuộc họ Erebidae.